# Французька нова хвиля
Французька нова хвиля (фр. Nouvelle Vague) — термін, що вживається для визначення напрямку у кінематографі Франції 50-60 років XX століття, започаткованого під впливом італійського неореалізму та класичного голівудського кіно і характеризується різким відходом від панівного на той час стилю фільмування та передбачуваного розвитку подій на екрані. Хоча рух ніколи не мав організованого характеру, його представників, молодих режисерів, поєднувало так зване «іконоборство» й підняття гострих соціальних, політичних та культурних тематик в своїх творах.

## Зародження руху
Найперші засновники Нової хвилі починали як кінокритики у відомому журналі «Cahiers du cinéma» під керівництвом Андре Базена. Піонерами руху вважають Франсуа Трюффо, Жана-Люка Годара, Еріка Ромера, Жака Ріветта, Клода Шаброля, що пропагували роботи таких режисерів як Жан Віго, Джон Форд, Альфред Хічкок, Ніколас Рей та Жан Ренуар. Своїми критичними інтерпретаціями вони заклали підґрунтя для комплексу революційних для того часу концепцій, що пізніше були названі Ендрю Саррісом «авторською теорією» («La politique des auteurs»). Відповідно до цієї теорії, режисер має виступати автором фільму та брати участь у всіх етапах його створення та виробництва, щоб сформувати власний стиль. Таким чином фільми стануть більш індивідуальними. Власне, сам рух став наслідком спроб авторів «Cahiers du cinéma» втілити свою філософію у реальність.
|               | Теоретиків – у практики! |
| — Андре Базен |                          |

Першим фільмом нової хвилі вважається «Красунчик Серж» Клода Шаброля, що побачив світ у 1958 році. Наступні твори Франсуа Трюффо «Чотириста ударів» (1959) та Жана-Люка Годара «На останньому подиху» (1960) мали неочікувано великий міжнародний успіх як з точки зору комерції, так і серед критиків і тим піднесли Нову хвилю на пік бурхливого розвитку.

## Характерні риси нової хвилі
Перш за все, творці нової хвилі формували іншу концепцію особистості та новий тип героя: на перший план виводять героя-аутсайдера, який ігнорує соціальні норми для максимальної самореалізації. В кіно піднімались теми, характерні для екзистенціалізму, такі як існування індивіда у ворожому середовищі чи прийняття абсурдності людського буття.
Більшість фільмів цієї епохи були створені в умовах обмеженого бюджету, часто знімались в квартирах, що належали комусь із учасників, як актори виступали друзі та знайомі, режисери імпровізували з обладнанням, оскільки вартість фільму була подекуди вирішальним фактором. Брак коштів став свого роду поштовхом для розвитку стилістичних інновацій. Наприклад, Жан-Люк Годар мав скоротити свій фільм «На останньому подиху» до півтори години. За ідеєю Жана-П'єра Мельвіля він використав різку зміну кадрів, вирізавши решту — з одного боку, суто практичне рішення, а з іншого — стилістична ідея. Цей принцип конфронтував із класичним підходом бо ідеологи Нової хвилі навіть не робили спроби сформувати певну єдність образів. Навпаки, вони прагнули постійно нагадувати глядачеві, що фільм — це лише послідовність зображень, що рухаються. Протягом фільму один актор міг грати кількох героїв, в кадрі можна було побачити звичайних перехожих.
Серед прийомів, характерних для цього жанру, варто згадати також довгі спостережливі кадри, наприклад зйомка трафіку на дорозі з фільму «Вікенд» Годара. Камерою намагались передати «живе життя». Діалоги стали більш імпровізованими, сцени динамічно змінювали одна одну. Кадри перестали бути обмеженими звичним кутом 180º, камера ніби втрачає героя та створює асиметричність внутрішньо кадрових композицій.
Камера стала не інструментом для гіпнотизування аудиторії за допомогою послідовних та ілюзорних образів, а швидше засобом шокування публіки. Пряме звернення героя фільму до глядача сьогодні не є чимось незвичним, натомість в ті часи вважався радикальним. Прийоми, які для цього використовувались, були настільки прямими, що Жан-Люк Годар навіть був звинувачений у зневазі до глядачів. Його стилістичний підхід можна розглядати як боротьбу проти традиційних настроїв тогочасного кіно, яке, на його думку, принижувало глядача.

## Течії всередині Нової хвилі
Але серед представників Нової хвилі також були різні погляди на роль кіномистецтва у соціумі. В рамках нової хвилі можна виділити три основні групи:
- До першої належали професійні режисери (Ален Рене, П'єр Каст, Аньєс Варда), що прийшли з документального малобюджетного кіно. Вони активно співпрацювали з представниками «нового роману» (Маргеріт Дюрас, Бенмюсса Саррот, Ален Роб-Ґріє) та передавали засобами кінематографу основні елементи цієї літературної естетики: незавершеність оповідання, «фотографічну фіксацію» реальності, заперечення позиція автора як такого, що розуміє краще за глядача і героїв, і саме життя. Режисери відійшли від хронікальної стилістики на сторону суб'єктивного психологізму, естетизуючи не факти та події, а зміну відчуттів та настроїв.

Новаторським у цьому напрямку є фільм Рене «Хіросіма, моя любов». Режисер переплітає реальне та ірреальне, особистісне та історичне, документальне та ігрове, пориває із хронологією і досягає ефекту, коли людське мислення стає сюжетом фільму. Трюффо використовував цей спосіб у своїй картині «Жюль та Джим», Варда у фільмі «Клео: від 17 до 19», апофеозом цієї тенденції можна вважати «фільм про ніщо» — «Корабель-ніч» Дюрас.
- На протилежній стороні знаходилась група кіноправди (Cinema-Verite), представники якої сповідували фанатичний об'єктивізм. У своїх творах Жан Руш, Леон Морін, Кріс Маркер намагалися вхопити реальність без будь-якого втручання, осягнути автентизм людського існування за допомогою ручної камери та надчутливої плівки, що не вимагала штучного освітлення.
- Третю групу нової хвилі становлять журналісти та кінокритики, що добре знали кінокласику та виросли, за визначенням Жана-Люка Годара, в Музеї кіно. Вони досліджували молодіжний анархізм. Їх герої відстоювали право на бунт — жорстокий, нещадний символ абстрактної свободи дій.

Таким були Франсуа Трюффо із своїми фільмами «400 ударів», «Стріляй у піаніста», Клод Шаброль «Красунчик Серж», «Кузени», Жан-Люк Годар «Чоловіче-жіноче», «Китаянка», «Пристрасть», Ерік Ромер зняв цикл із 3х фільмів «Моральні історії».

## Значення
Попри короткочасність цього радикального руху, він справив неабиякий вплив на світовий кінематограф Європи, Японії, США.
Покоління незалежних американських режисерів кінця 1960 початку 1970 років сформувалось під впливом Нової хвилі. Коппола, Б. Де Пальма, Р. Полянський, М. Скорсезе, а пізніше і К. Тарантіно, К. Кроу, В. Андерсон продовжували традиції французьких реформаторів у кіно. Квентін Тарантіно присвятив свій фільм «Скажені пси» Ж.-Л. Годару.
Класичний період нової хвилі охоплює 6 років і в середині 60-х розчинилась в загальному кінематографічному потоці, але більшість режисерів цієї течії продовжували знімати і далі. Своєрідним закінченням цієї епохи можна вважати кінострічку «Париж очима…», що стала результатом колективної праці Годара, Шаброля, Ромера, Руша. Поєднавши під єдиною назвою 6 новел автори ніби дописали главу французької нової хвилі у кінематографі.

## Видатні представники

### Режисери
- Александр Астрюк
- Клод Шаброль
- Жан-Люк Годар
- Жак Ріветт
- Ерік Ромер
- Франсуа Трюффо
- Луї Маль
- Ален Рене
- Жак Демі
- Аньєс Варда
- Жан-П'єр Мельвіль
- Марґеріт Дюрас
- Жан Есташ
- Жорж Франжю
- Філіпп Гаррель
- П'єр Каст
- Клод Лелуш
- Люк Мулле
- Ален Роб-Ґріє
- Жан Руш
- Жак Розьє
- Жан-Марі Штрауб
- Роже Вадим

### Актори
- Жанна Моро
- Жан-Поль Бельмондо
- Бріжит Бардо
- Анна Каріна
- Жан-П'єр Лео
- Жан-Клод Бріалі
- Джин Сіберг
- Клод Жад
- Стефан Одран
- Анук Еме
- Фанні Ардан
- Шарль Азнавур
- Жерар Блен
- Катрін Денев
- Жан-Луї Трентіньян

## Вплив у світі
Попри відносно коротку тривалість свого існування, Нова хвиля мала велике значення у світовому кінематографі. Під її впливом розвивались наступні напрямки:
- Японська нова хвиля (Nuberu bagu)[1]
- Іранська нова хвиля
- Гон-Конгська нова хвиля
- Нуар
- Авствралійська нова хвиля (також відома як «Australian Film Revival» та «Australian Film Renaissance»)[2]
- Британська нова хвиля[3]
- Cinema Novo — Бразильська нова хвиля[4]
- Чехословацька нова хвиля[5]
- Los Angeles School of Black Filmmakers або L.A. Rebellion[6]
- Новий французький екстремізм[7]
- Новий Голлівуд або Американська нова хвиля
- Індійська нова хвиля або Parallel Cinema[8]
- Румунська нова хвиля[9]
- Ремодерніський фільм[10]
- Догма 95[11]

## Послання
- Французька нова хвиля (рос.) на сайті Неформат
- Французская «новая волна» (рос.)